# سكوبي 2014

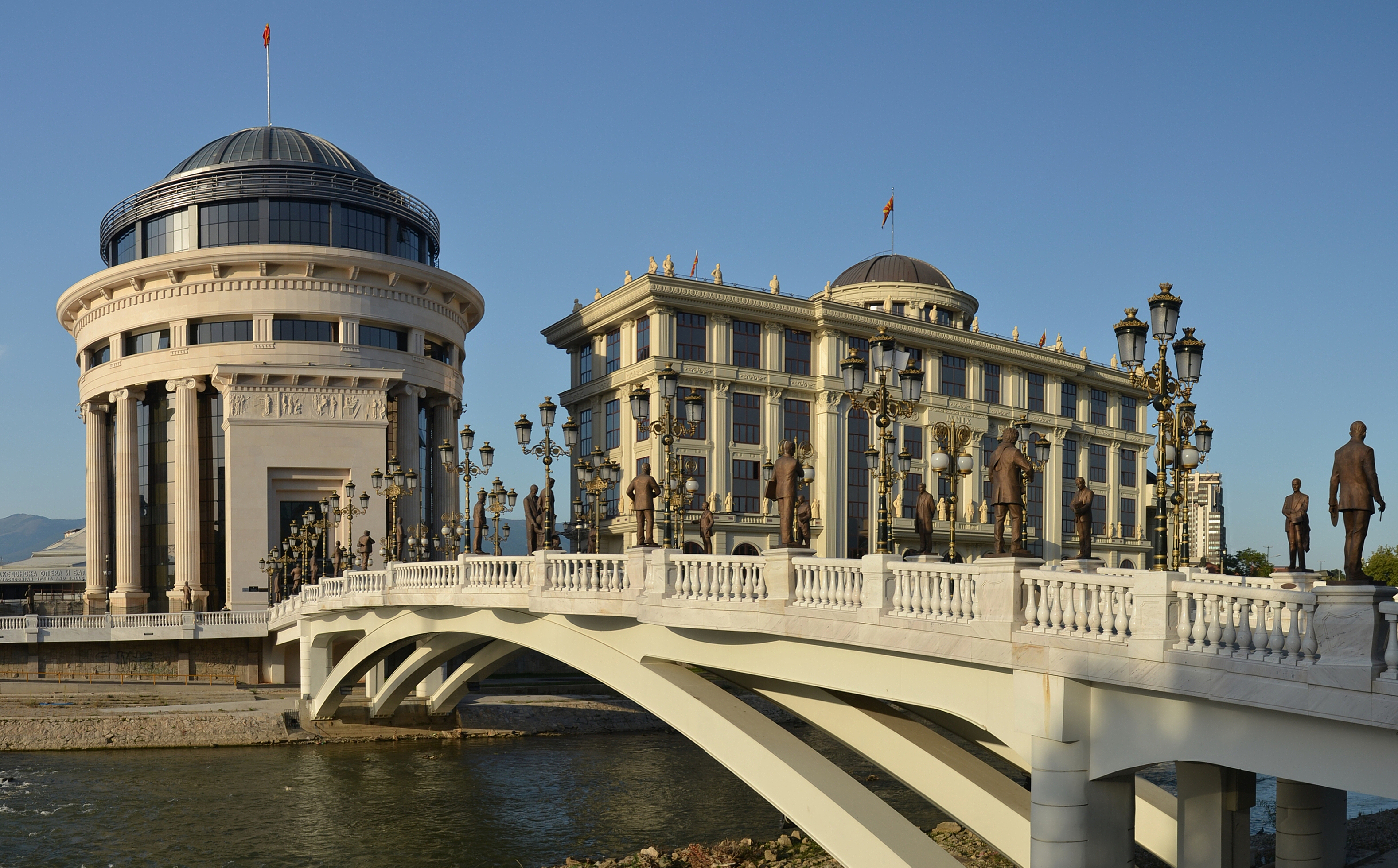
سكوبيي، مقدونيا - جسر الفن ومكتب الشرطة المالية ومباني وزارة الخارجية

جرى تمويل مشروع سكوبي 2014 من قبل الحكومة المقدونية للحزب القومي الحاكم آنذاك، المنظمة الثورية المقدونية الداخلية - الحزب الديمقراطي من أجل الوحدة الوطنية المقدونية، بهدف رسمي هو منح العاصمة سكوبي جاذبية كلاسيكية أكثر. كان يتألف المشروع أساسًا، الذي أُعلن عنه رسميًا في عام 2010، من بناء الكليات والمتاحف والمباني الحكومية، فضلاً عن تشييد المعالم الأثرية التي تصور الشخصيات التاريخية من منطقة مقدونيا. كان من المقرر بناء نحو 20 مبنى وأكثر من 40 نصبًا تذكاريًا كجزء من المشروع.
كان يُنظر إلى المشروع على أنه مثير للجدل سياسيًا بطبيعته وكمحاولة لبناء الأمة، حاول فرض المزيد من التأريخ المقدوني، وتعزيز الهوية المقدونية مع استمرارية غير منقطعة من العصور القديمة على مدى العصور الوسطى إلى العصر الحديث. كانت واحدة من المبادرات الرئيسية العديدة التي اتخذتها حكومة المنظمة الثورية المقدونية . كما أثارت سكوبي 2014 جدلًا بشأن تكلفتها، إذ تراوحت التقديرات بين 80 و 500 مليون يورو.

## خلفية
دمر زلزال سكوبي عام 1963 ما يقارب 80٪ من المدينة، بما في ذلك معظم المباني الكلاسيكية الجديدة في سكوبي
شهدت عملية إعادة البناء التي تلت ذلك بناء عمارة حديثة في الغالب هذهِ هي أحد الأسباب التي قدمتها حكومة المنظمة الثورية المقدونية لضرورة المشروع، لإعطاء سكوبي صورة ضخمة وممتعة بصريًا. سبب آخر هو استعادة الشعور المفقود بالفخر الوطني وخلق جو حضري أكثر. صرح رئيس الوزراء نيكولا جروفسكيفي في خطابٍ ألقاه في افتتاح بورتا مقدونيا في كانون الثاني 2012 أن سكوبي 2014 كانت فكرته.

## انتقاد
تعرض مشروع سكوبي 2014 لانتقادات من قبل مجموعات مختلفة منذ وقت الإعلان عنه لأول مرة. تقدر تكلفة المشروع في أي مكان من 80 إلى أكثر من 500 مليون يورو وينظر إليه الكثيرون على أنه إهدار للموارد في بلد ترتفع فيه معدلات البطالة والفقر. يعتقد النقاد أيضًا أن المشروع يصرف الانتباه عن هذه المشاكل.
عارض الاتحاد الديمقراطي الاجتماعي في مقدونيا، وهو حزب المعارضة الرئيسي، المشروع وزعم أن تكلفة الآثار كان من الممكن أن تقل بستة إلى عشرة أضعاف ما دفعته الحكومة.
يُنظر إلى المشروع على أنه جزء من سياسة «التحلل» التي تتبعها الحكومة، والتي تسعى الدولة بموجبها إلى المطالبة بشخصيات مقدونية قديمة مثل الإسكندر الأكبر وفيليب الثاني المقدوني. أدى توقيت المشروع، بعد عدم دعوة البلاد إلى الناتو بسبب نزاعها المستمر على التسمية مع اليونان، إلى تكهنات بأنه رد انتقامي أو محاولة للضغط على اليونان. يرى بعض السكان المخطط على أنه تجسيد للقومية من قبل حكومة محافظة تركز بقدر كبير على إعطاء المدينة تحسينًا وتغيير تاريخ الأمة ووصفها بأنها مصغرة لاس فيغاس بينما يقدر الآخرون إيماءتها الكلاسيكية إلى الماضي.

### 2018
في أواخر فبراير 2018، أعلنت حكومة ومؤسسات جمهورية مقدونيا وقف برنامج سكوبي 2014 وبدأت في إزالة آثارها وتماثيلها المثيرة للجدل. كما أنشأت وزارة الثقافة المقدونية لجنة للنظر في إمكانية إزالة ما تبقى منها، مثل نصب الإسكندر الأكبر وفيليب الثاني المقدوني. كخطوة أولى، جرى تفكيك النصب التذكاري لأندون كيوسيتو، والذي كان أحد المعالم المتنازع عليها في المشروع. في يونيو 2018، أعلنت الحكومة المقدونية أنه ستجري إعادة تسمية المعالم الأثرية وتمييزها بنقوش تكريمًا للصداقة اليونانية المقدونية. جرى تفكيك نصب بوريس سارافوف أيضًا دون تفسير في عام 2018 من قبل السلطات البلدية.

## حالة الآثار
اعتبارًا من 13 يوليو 2021، بدأت بالفعل بعض المعالم الأثرية لتجديد سكوبي 2014 في الانهيار. تظهر الشقوق والصدوع في كثير منها، والبعض الآخر بدأ في الانهيار، وكشف استخدام مواد البناء الرديئة.

## الجسور

### جسر الفن
يدعو مشروع سكوبي 2014 إلى بناء جسرين جديدين للمشاة عبر فادار في وسط المدينة. الأول هو جسر الفن، الذي بُني بين جسر الحرية وجسر العين قيد الإنشاء أيضًا. ومن المتوقع أن كلفته 2.5 مليون يورو. يتضمن الجسر 29 منحوتة، 14 في كل طرف وواحدة في الوسط. طوله 83 مترًا (272.3 قدمًا) وعرضه 9.2 مترًا (30.2 قدمًا)، بينما يبلغ عرض الجزء المركزي من الجسر 12 مترًا (39.4 قدمًا).

### جسر العين
الجسر الآخر الذي بني كجزء من المشروع هو جسر العين. يقع بين الجسر الحجري والجسر الفني قيد الإنشاء، وقد بدأ البناء في عام 2011. ويشمل جسر المشاة 28 تمثالًا ويكلف حوالي 1.5 مليون يورو.
تجديدات الجسر الحالية
جسر الحرية
يتضمن المشروع أيضًا خططًا لتجديد الجسور الموجودة في وسط سكوبي، أحدها جسر الحرية، الذي يربط شارع فويفودا فاسيل أدجيلارسكي في بلدية سنتر بشارع ستيف ناوموف في بلدية شاير. شُيِّد لأول مرة في عام 1936، وبدأ التجديد في عام 2011 وكان من المتوقع أن يكتمل في مايو 2014. وتكون التكلفة الإجمالية نحو 1.15 مليون يورو.

## المباني الثقافية

### قاعةالأوركستراالفيلهارمونية المقدونية
اشتهرت سكوبي عام 2014 بهندستها المعمارية الحديثة الجريئة بدلاً من الطراز الكلاسيكي الجديد المعتاد الذي شوهد في المشروع، تعد قاعة الحفلات الموسيقية قيد الإنشاء لإيواء الأوركسترا الفيلهارمونية المقدونية واحدة من أولى المباني التي بدأت في البناء في المشروع، مع وجود حجر الأساس فيه. في يونيو 2009، كان السطح الخارجي للمبنى على وشك الانتهاء. من المقرر أن تتمتع قاعة الحفلات الموسيقية بصوتيات ممتازة وتتسع لـ 900 مقعد.

### متحف علم الآثار
بدأ بناء متحف الآثار في عام 2009 وافتتح في سبتمبر 2014. على الرغم من أن المبنى يعمل في المقام الأول كمتحف، فإنه يضم أيضًا المحكمة الدستورية والأرشيف الوطني لجمهورية مقدونيا. تقع على الضفة الشرقية لنهر فاردار، عبر النهر من ميدان مقدونيا. يعد الجزء الخارجي من المتحف من بين المباني الأكثر ضخامة في المشروع، بهندسته المعمارية الإغريقية. أعلن الحزب الديمقراطي ميزانية البناء بمبلغ 436.000.000 دينار.

### المسرح الوطني
يُعاد بناء المسرح الوطني السابق الذي دمر في زلزال سكوبي عام 1963، كجزء من مشروع سكوبي 2014. ومع ذلك، بدأ تشييد المبنى في ديسمبر 2007، قبل ثلاث سنوات من الإعلان الرسمي عن سكوبي 2014. كان من المقرر في الأصل الانتهاء من البناء في عام 2009، على الرغم من الانتهاء منه بعد بضع سنوات. يقف المسرح في موقعه الأصلي على الضفة الشرقية لنهر فاردار. تقدر التكلفة بما لا يقل عن 6 ملايين يورو وقد تصل إلى 30 مليون يورو.